# 青竹街道
青竹街道，是中华人民共和国四川省眉山市青神县下辖的一个乡镇级行政单位。2019年12月，撤销青城镇、南城镇、黑龙镇，设立青竹街道，将原青城镇、原南城镇、原黑龙镇和西龙镇钟家山村、光辉村所属行政区域划归青竹街道管辖。

## 行政区划
青竹街道下辖以下地区：
凤阳社区、文林社区、花园社区、建华社区、城东社区、游滩村、五更桥村、柳溪村、王坝村和盐关村。